# Slag bij Morcuera
De Slag bij Morcuera was een veldslag die op 9 augustus 865 werd uitgevochten in de kloof van Hoz de la Morcuera, gelegen tussen Foncea en Bugedo, vlak bij de stad Miranda de Ebro, tussen de christelijke troepen van Ordoño I en de Omajjadische troepen van Mohammed I van Córdoba, resulterend in een nederlaag voor de christelijke troepen, waardoor de opmars van de Reconquista werd vertraagd.

## Strijd
In het jaar 865 viel Mohamed I het koninkrijk Asturië aan tijdens het bewind van Ordoño I via de Hoz de la Morcuera-kloof, verdedigd door de Castiliaanse graaf Rodrigo. Het leger van de Omajjaden verraste het christelijke leger in de Miranda de Ebro-vallei en bereikte Añana. Nadat hij het gebied had geplunderd, probeerde Rodrigo de terugtocht van de moslims in Pancorbo af te sluiten, maar de Omajjaden realiseerden zich de strategie en ontsnapten via het stroomgebied van de rivier Oja.
Deze nederlaag van de christenen zette een rem op de herbevolking van het Centrale Plateau, een taak die zijn zoon Alfonso III ging moeten voortzetten, die ook te maken kreeg met een sector van de Asturische adel wiens ambities naar macht nog niet waren uitgedoofd. Mohammed I profiteerde van de zwakte van de christenen als gevolg van het verlies van de forten Cerezo Río Tirón, Ibrillos en Grañón om nieuwe aanvallen uit te voeren in het jaar 866 en 867.